# Abazines
Les Abazines forment un peuple caucasien de langue abaza qui fait partie de la branche des langues abkhazo-adyguéennes. Ils sont disséminés dans les montagnes d'Abkhazie et de Karatchaïévo-Tcherkessie et autour de Stavropol, ainsi que dans des villages du nord de Sotchi et en Adyguée. Le recensement de 2010 donnait le chiffre de 43 341 Abazines en Russie, dont 36 919 en Karatchaïévo-Tcherkessie (7,6% de la population). De tradition sunnite (convertis à partir du XVe siècle par l'Empire ottoman) ils conservent des traditions syncrétiques, une petite minorité est reconvertie au christianisme orthodoxe. Ils vivaient naguère essentiellement d'élevage, ainsi que du travail du cuir et de la laine. Il existe une diaspora, essentiellement en Turquie, en Syrie et au Liban. La jeune génération ne parle pas toujours le langage de ses ancêtres et s'assimile avec d'autres peuples, notamment à l'est, avec les Abkhazes.
Hérodote, au Ve siècle av. J.-C., lorsqu'il décrit les peuples du Pont-Euxin évoque les « Abazguis »[source insuffisante].